# Горуни (Јаши)
Горуни (рум. Goruni) насеље је у Румунији у округу Јаши у општини Томешти. Oпштина се налази на надморској висини од 113 m.

## Становништво
Према подацима из 2002. године у насељу је живело 1235 становника, од којих су сви румунске националности.